# بخش مگلیمسکی
بخش مگلیمسکی (به لاتین: Mglinsky District) یک منطقهٔ مسکونی در روسیه است که در استان بریانسک واقع شده‌است.